# 25960 Timheckman
25960 Timheckman è un asteroide della fascia principale. Scoperto nel 2001, presenta un'orbita caratterizzata da un semiasse maggiore pari a 2,6695569 au e da un'eccentricità di 0,1995754, inclinata di 13,61664° rispetto all'eclittica.